# Herpont

Herpont este o comună în departamentul Marne, Franța. În 2009 avea o populație de 118 de locuitori.